# Elton Gallegly
Elton William Gallegly (Huntington Park, 7 marzo 1944) è un politico statunitense, membro della Camera dei Rappresentanti per lo stato della California dal 1987 al 2013.

## Biografia
Agente immobiliare, Gallegly divenne sindaco della città di Simi Valley nel 1980. Sei anni dopo, quando la deputata repubblicana Bobbi Fiedler annunciò il suo ritiro dalla Camera per candidarsi al Senato, Gallegly si presentò alle elezioni per succederla come esponente dello stesso partito.
Gallegly ebbe successo nelle elezioni e ottenne il seggio della Fiedler, venendo poi riconfermato anche nel 1988 e nel 1990. Nel 1992 cambiò distretto, ma continuò ad essere rieletto anche qui fino al 2002, anno in cui cambiò nuovamente distretto. Nonostante ciò, Gallegly riuscì a mantenere alta la sua percentuale di votanti e venne sempre riconfermato anche nel nuovo distretto. Nel 2012 annunciò la sua intenzione di non concorrere per un altro mandato e si ritirò a vita privata dopo ventisei anni al Congresso.
Gallegly, che si configura come conservatore, è impegnato da diversi anni con il tema dei diritti degli animali e in diverse occasioni si è battuto per perseguire i responsabili di crudeltà sugli animali.
Elton Gallegly è sposato con Janice Shrader e ha quattro figli.